# Halterofilismo nos Jogos Olímpicos de Verão de 2012 - Mais de 105 kg masculino
A competição da categoria mais de 105 kg masculino do halterofilismo nos Jogos Olímpicos de Verão de 2012 foi realizada no dia 7 de agosto no ExCeL, em Londres.
Originalmente o russo Ruslan Albegov conquistou a medalha de bronze, mas foi desclassificado em março de 2024 por decisão do Tribunal Arbitral do Esporte. As medalha foi realocada ao sul-coreano Jeon Sang-guen.

## Calendário
Horário local (UTC+1)
| Dia         | Horário | Fase    |
| ----------- | ------- | ------- |
| 7 de agosto | 15:30   | Grupo B |
| 7 de agosto | 19:00   | Grupo A |

## Recordes
Antes desta competição, os recordes mundiais e olímpicos da prova eram os seguintes:
| Recorde mundial  | Arranque  | IRI Behdad Salimi     | 214 kg | Paris, França     | 13 de novembro de 2011 |
| Recorde mundial  | Arremesso | IRI Hossein Rezazadeh | 263 kg | Atenas, Grécia    | 25 de agosto de 2004   |
| Recorde mundial  | Total     | IRI Hossein Rezazadeh | 472 kg | Sydney, Austrália | 26 de setembro de 2000 |
| Recorde olímpico | Arranque  | IRI Hossein Rezazadeh | 212 kg | Sydney, Austrália | 26 de setembro de 2000 |
| Recorde olímpico | Arremesso | IRI Hossein Rezazadeh | 263 kg | Atenas, Grécia    | 25 de agosto de 2004   |
| Recorde olímpico | Total     | IRI Hossein Rezazadeh | 472 kg | Sydney, Austrália | 26 de setembro de 2000 |

## Medalhistas
| Ouro   | IRI Behdad Salimi        |
| Prata  | IRI Sajjad Anoushiravani |
| Bronze | KOR Jeon Sang-guen       |

## Resultados
Nessa edição, participaram 19 atletas.
| Pos.              | Nome                     | Grupo | Peso   | Arranque (kg) | Arranque (kg) | Arranque (kg) | Arranque (kg) | Arremesso (kg) | Arremesso (kg) | Arremesso (kg) | Arremesso (kg) | Total (kg) |
| Pos.              | Nome                     | Grupo | Peso   | 1             | 2             | 3             | Res.          | 1              | 2              | 3              | Res.           | Total (kg) |
| ----------------- | ------------------------ | ----- | ------ | ------------- | ------------- | ------------- | ------------- | -------------- | -------------- | -------------- | -------------- | ---------- |
| Medalha de ouro   | IRI Behdad Salimi        | A     | 168.19 | 201           | 205           | 208           | 208           | 247            | 264            | —              | 247            | 455        |
| Medalha de prata  | IRI Sajjad Anoushiravani | A     | 152.46 | 198           | 204           | 204           | 204           | 237            | 245            | 251            | 245            | 449        |
| Medalha de bronze | KOR Jeon Sang-guen       | A     | 157.53 | 190           | 200           | 200           | 190           | 246            | 246            | 259            | 246            | 436        |
| 4                 | UKR Ihor Shymechko       | A     | 137.38 | 197           | 197           | 200           | 197           | 225            | 232            | 237            | 232            | 429        |
| 5                 | CZE Jiří Orság           | A     | 128.15 | 182           | 187           | 190           | 187           | 231            | 239            | 242            | 239            | 426        |
| 6                 | GER Almir Velagić        | A     | 141.41 | 186           | 190           | 192           | 192           | 229            | 234            | 238            | 234            | 426        |
| 7                 | TPE Chen Shih-chieh      | B     | 141.14 | 177           | 182           | 185           | 182           | 230            | 236            | 240            | 236            | 418        |
| 8                 | HUN Péter Nagy           | B     | 155.55 | 184           | 191           | 196           | 191           | 216            | 225            | 230            | 225            | 416        |
| 9                 | BRA Fernando Reis        | B     | 140.49 | 178           | 180           | 186           | 180           | 220            | 225            | —              | 220            | 400        |
| 10                | JPN Kazuomi Ota          | B     | 146.51 | 180           | 184           | 185           | 185           | 215            | 215            | 222            | 215            | 400        |
| 11                | NRU Itte Detenamo        | B     | 151.32 | 165           | 170           | 175           | 175           | 205            | 215            | 215            | 215            | 390        |
| 12                | GUA Christian López      | B     | 139.15 | 172           | 177           | 177           | 172           | 209            | 209            | 215            | 215            | 387        |
| 13                | AUS Damon Kelly          | B     | 150.83 | 155           | 160           | 165           | 165           | 192            | 201            | 216            | 216            | 381        |
| 14                | CMR Frederic Fokejou     | B     | 132.74 | 150           | 155           | 160           | 160           | 190            | 200            | 202            | 202            | 362        |
| 15                | ARU Carl Henriquez       | B     | 150.38 | 115           | 122           | 127           | 122           | 160            | 160            | 171            | 160            | 282        |
| —                 | GER Matthias Steiner     | A     | 149.98 | 192           | 196           | 197           | 192           | —              | —              | —              | —              | —          |
| —                 | BLR Yauheni Zharnasek    | B     | 147.37 | 188           | 193           | 196           | 196           | 219            | 225            | 230            | 230            | 426 DSQ    |
| —                 | RUS Ruslan Albegov       | A     | 147.15 | 198           | 204           | 208           | 208           | 240            | 245            | 247            | 240            | 448 DSQ    |
| —                 | GEO Irakli Turmanidze    | A     | 126.23 | 192           | 198           | 201           | 201           | 225            | 232            | 232            | 232            | 433 DSQ    |

Legenda
| Recorde mundial      | Recorde mundial (World record)               |                       | Recorde africano                      | Recorde africano (African) |                                           | Q | Classificado por posição (Qualified) |
| Recorde olímpico     | Recorde olímpico (Olympic record)            | Recorde da América    | Recorde da América (Americas)         | q                          | Classificado por melhor tempo (Qualified) |   |                                      |
| Melhor marca do ano  | Melhor marca do ano (World leading)          | Recorde asiático      | Recorde asiático (Asian)              | DNS                        | Não largou (Did not start)                |   |                                      |
| Recorde nacional     | Recorde nacional (National record)           | Recorde europeu       | Recorde europeu (European)            | DNF                        | Não terminou (Did not finish)             |   |                                      |
| Recorde pessoal      | Recorde pessoal do atleta (Personal best)    | Recorde da Oceania    | Recorde da Oceania (Oceania)          | DSQ / DQ                   | Desclassificado (Disqualified)            |   |                                      |
| Recorde da temporada | Recorde da temporada do atleta (Season best) | Recorde sul-americano | Recorde sul-americano (South America) | NM                         | Sem marca (No mark)                       |   |                                      |